# Adeonellopsis unilamellosa
Adeonellopsis unilamellosa är en mossdjursart som beskrevs av Canu och Bassler 1929. Adeonellopsis unilamellosa ingår i släktet Adeonellopsis och familjen Adeonidae. Inga underarter finns listade i Catalogue of Life.